# Pološlašitý sval

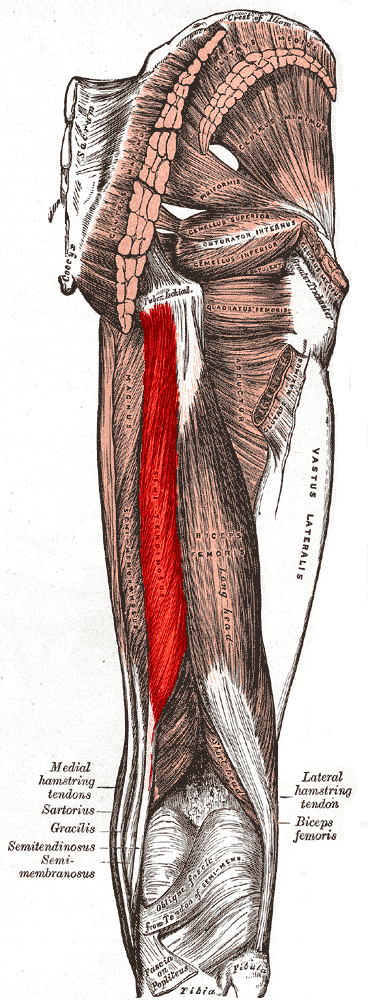
Pološlašitý sval je na obrázku označen semitendinosus

Pološlašitý sval (latinsky musculus semitendinosus) je jeden ze svalů lidského stehna. Je umístěn v zadní části stehna, jedná se tedy o jeden z ischiokrurálních svalů. Odstupuje od sedací kosti (kde sdílí šlachu s dvojhlavým svalem stehenním) a končí úponem na holenní kosti. Působí proti čtyřhlavému svalu stehennímu a má dvě základní funkce – ohýbání kolene a napřimování kyčle, v čemž mu pomáhají dvojhlavý sval stehenní a poloblanitý sval.
Podílí se v rámci Lombardova paradoxu na vstávání ze sedu.